# Lista över fornlämningar i Falköpings kommun (Hornborga)
Lista över fornlämningar i Falköpings kommun (Hornborga) är en förteckning av ett urval av de fornlämningar som finns i Hornborga i Falköpings kommun.
| Namn                             | Lämningstyp                 | Tillkomsttid | Historisk indelning      | Plats | Läge                 | ID-nr          | Bild                                      |
| -------------------------------- | --------------------------- | ------------ | ------------------------ | ----- | -------------------- | -------------- | ----------------------------------------- |
| Espingeröret (Hornborga 1:1)     | Stensättning                |              | Hornborga, Västergötland |       | 58.264408, 13.593841 | 10192800010001 | Ladda upp en bild av detta fornminne      |
| Espingeröret (Hornborga 1:2)     | Stensättning                |              | Hornborga, Västergötland |       | 58.264499, 13.594069 | 10192800010002 | Ladda upp en bild av detta fornminne      |
| Hornborga 3:1                    | Stensättning                |              | Hornborga, Västergötland |       | 58.264277, 13.590054 | 10192800030001 | Ladda upp en bild av detta fornminne      |
| Hornborga 4:1                    | Stensättning                |              | Hornborga, Västergötland |       | 58.263719, 13.589237 | 10192800040001 | Ladda upp en bild av detta fornminne      |
| Hornborga 7:1                    | Stensättning                |              | Hornborga, Västergötland |       | 58.267012, 13.598618 | 10192800070001 | Ladda upp en bild av detta fornminne      |
| Hornborga 9:1                    | Röse                        |              | Hornborga, Västergötland |       | 58.273032, 13.597985 | 10192800090001 | Ladda upp en bild av detta fornminne      |
| Hornborga 9:2                    | Röse                        |              | Hornborga, Västergötland |       | 58.272725, 13.597839 | 10192800090002 | Ladda upp en bild av detta fornminne      |
| Hornborga 11:1                   | Röse                        |              | Hornborga, Västergötland |       | 58.274794, 13.598975 | 10192800110001 | Ladda upp en bild av detta fornminne      |
| Hornborga 12:1                   | Stensättning                |              | Hornborga, Västergötland |       | 58.279535, 13.613242 | 10192800120001 | Ladda upp en bild av detta fornminne      |
| Ingeborgsbacken (Hornborga 13:1) | Hög                         |              | Hornborga, Västergötland |       | 58.278564, 13.613156 | 10192800130001 | Ladda upp en bild av detta fornminne      |
| Odensrör (Hornborga 14:1)        | Stensättning                |              | Hornborga, Västergötland |       | 58.279960, 13.617107 | 10192800140001 | Ladda upp en bild av detta fornminne      |
| Odensrör (Hornborga 14:2)        | Gravfält                    |              | Hornborga, Västergötland |       | 58.279926, 13.617156 | 10192800140002 | Ladda upp en bild av detta fornminne      |
| Hornborga 15:1                   | Stensättning                |              | Hornborga, Västergötland |       | 58.284868, 13.621621 | 10192800150001 | Ladda upp en bild av detta fornminne      |
| Hornborga 15:2                   | Stensättning                |              | Hornborga, Västergötland |       | 58.284676, 13.621917 | 10192800150002 | Ladda upp en bild av detta fornminne      |
| Hornborga 19:1                   | Stensättning                |              | Hornborga, Västergötland |       | 58.276699, 13.614548 | 10192800190001 | Ladda upp en bild av detta fornminne      |
| Hornborga 22:1                   | Stenkammargrav              |              | Hornborga, Västergötland |       | 58.276829, 13.603223 | 10192800220001 | Ladda upp en till bild av detta fornminne |
| Hornborga 22:2                   | Hällristning                |              | Hornborga, Västergötland |       | 58.276829, 13.603223 | 10192800220002 | Ladda upp en bild av detta fornminne      |
| Hornborga 22:3                   | Hällristning                |              | Hornborga, Västergötland |       | 58.276829, 13.603223 | 10192800220003 | Ladda upp en bild av detta fornminne      |
| Hornborga 22:4                   | Hällristning                |              | Hornborga, Västergötland |       | 58.276829, 13.603223 | 10192800220004 | Ladda upp en bild av detta fornminne      |
| Hornborga 23:1                   | Stensättning                |              | Hornborga, Västergötland |       | 58.276568, 13.605887 | 10192800230001 | Ladda upp en bild av detta fornminne      |
| Hornborga 25:1                   | Stensättning                |              | Hornborga, Västergötland |       | 58.275552, 13.605070 | 10192800250001 | Ladda upp en bild av detta fornminne      |
| Hornborga 25:2                   | Stensättning                |              | Hornborga, Västergötland |       | 58.275292, 13.604974 | 10192800250002 | Ladda upp en bild av detta fornminne      |
| Hornborga 25:3                   | Stensättning                |              | Hornborga, Västergötland |       | 58.275934, 13.604357 | 10192800250003 | Ladda upp en bild av detta fornminne      |
| Hornborga 26:1                   | Röse                        |              | Hornborga, Västergötland |       | 58.279316, 13.598252 | 10192800260001 | Ladda upp en bild av detta fornminne      |
| Hornborga 27:1                   | Grav markerad av sten/block |              | Hornborga, Västergötland |       | 58.280612, 13.604055 | 10192800270001 | Ladda upp en till bild av detta fornminne |
| Hornborga 27:2                   | Grav markerad av sten/block |              | Hornborga, Västergötland |       | 58.280526, 13.603968 | 10192800270002 | Ladda upp en till bild av detta fornminne |
| Hornborga 27:3                   | Grav markerad av sten/block |              | Hornborga, Västergötland |       | 58.280341, 13.603227 | 10192800270003 | Ladda upp en bild av detta fornminne      |
| Hornborga 27:4                   | Hällristning                |              | Hornborga, Västergötland |       | 58.280341, 13.603227 | 10192800270004 | Ladda upp en bild av detta fornminne      |
| Hornborga 29:1                   | Gravfält                    |              | Hornborga, Västergötland |       | 58.278804, 13.604293 | 10192800290001 | Ladda upp en till bild av detta fornminne |
| Girommen (Hornborga 31:1)        | Stenkammargrav              |              | Hornborga, Västergötland |       | 58.279444, 13.602560 | 10192800310001 | Ladda upp en till bild av detta fornminne |
| Girommen (Hornborga 31:2)        | Hällristning                |              | Hornborga, Västergötland |       | 58.279449, 13.602598 | 10192800310002 | Ladda upp en bild av detta fornminne      |
| Girommen (Hornborga 31:3)        | Hällristning                |              | Hornborga, Västergötland |       | 58.279449, 13.602598 | 10192800310003 | Ladda upp en bild av detta fornminne      |
| Girommen (Hornborga 31:4)        | Hällristning                |              | Hornborga, Västergötland |       | 58.279449, 13.602598 | 10192800310004 | Ladda upp en bild av detta fornminne      |
| Girommen (Hornborga 31:5)        | Stenkrets                   |              | Hornborga, Västergötland |       | 58.279829, 13.602027 | 10192800310005 | Ladda upp en till bild av detta fornminne |
| Hornborga 32:1                   | Röse                        |              | Hornborga, Västergötland |       | 58.279120, 13.600938 | 10192800320001 | Ladda upp en till bild av detta fornminne |
| Hornborga 34:1                   | Stenkammargrav              |              | Hornborga, Västergötland |       | 58.277710, 13.604490 | 10192800340001 | Ladda upp en till bild av detta fornminne |
| Hornborga 34:2                   | Hällristning                |              | Hornborga, Västergötland |       | 58.277710, 13.604490 | 10192800340002 | Ladda upp en bild av detta fornminne      |
| Hornborga 34:3                   | Hällristning                |              | Hornborga, Västergötland |       | 58.277710, 13.604490 | 10192800340003 | Ladda upp en bild av detta fornminne      |
| Hornborga 34:4                   | Hällristning                |              | Hornborga, Västergötland |       | 58.277710, 13.604490 | 10192800340004 | Ladda upp en bild av detta fornminne      |
| Hornborga 35:1                   | Stensättning                |              | Hornborga, Västergötland |       | 58.278274, 13.607190 | 10192800350001 | Ladda upp en bild av detta fornminne      |
| Hornborga 36:1                   | Röse                        |              | Hornborga, Västergötland |       | 58.283163, 13.600677 | 10192800360001 | Ladda upp en bild av detta fornminne      |
| Hornborga 38:1                   | Stensättning                |              | Hornborga, Västergötland |       | 58.277347, 13.606060 | 10192800380001 | Ladda upp en bild av detta fornminne      |
| Hornborga 39:1                   | Hög                         |              | Hornborga, Västergötland |       | 58.275162, 13.613971 | 10192800390001 | Ladda upp en bild av detta fornminne      |
| Hornborga 39:2                   | Stensättning                |              | Hornborga, Västergötland |       | 58.274628, 13.613476 | 10192800390002 | Ladda upp en bild av detta fornminne      |
| Hornborga 41:1                   | Stensättning                |              | Hornborga, Västergötland |       | 58.271058, 13.610819 | 10192800410001 | Ladda upp en bild av detta fornminne      |
| Hornborga 41:2                   | Stensättning                |              | Hornborga, Västergötland |       | 58.271008, 13.610447 | 10192800410002 | Ladda upp en bild av detta fornminne      |
| Hornborga 42:1                   | Stensättning                |              | Hornborga, Västergötland |       | 58.271957, 13.611488 | 10192800420001 | Ladda upp en bild av detta fornminne      |
| Hornborga 44:1                   | Stensättning                |              | Hornborga, Västergötland |       | 58.271861, 13.604318 | 10192800440001 | Ladda upp en bild av detta fornminne      |
| Hornborga 45:1                   | Gravfält                    |              | Hornborga, Västergötland |       | 58.289844, 13.604578 | 10192800450001 | Ladda upp en bild av detta fornminne      |
| Hornborga 46:1                   | Gravfält                    |              | Hornborga, Västergötland |       | 58.294371, 13.603299 | 10192800460001 | Ladda upp en bild av detta fornminne      |
| Hornborga 47:1                   | Stenkammargrav              |              | Hornborga, Västergötland |       | 58.293205, 13.600730 | 10192800470001 | Ladda upp en bild av detta fornminne      |
| Hornborga 47:2                   | Hällristning                |              | Hornborga, Västergötland |       | 58.293205, 13.600730 | 10192800470002 | Ladda upp en bild av detta fornminne      |
| Hornborga 49:1                   | Stenkammargrav              |              | Hornborga, Västergötland |       | 58.290842, 13.596497 | 10192800490001 | Ladda upp en bild av detta fornminne      |
| Hornborga 50:1                   | Stensättning                |              | Hornborga, Västergötland |       | 58.295093, 13.598021 | 10192800500001 | Ladda upp en bild av detta fornminne      |
| Hornborga 51:1                   | Stensättning                |              | Hornborga, Västergötland |       | 58.292194, 13.590672 | 10192800510001 | Ladda upp en bild av detta fornminne      |
| Hornborga 51:2                   | Stensättning                |              | Hornborga, Västergötland |       | 58.292466, 13.591266 | 10192800510002 | Ladda upp en bild av detta fornminne      |
| Hornborga 53:1                   | Stenkammargrav              |              | Hornborga, Västergötland |       | 58.302213, 13.597178 | 10192800530001 | Ladda upp en bild av detta fornminne      |
| Hornborga 54:1                   | Stensättning                |              | Hornborga, Västergötland |       | 58.305557, 13.591547 | 10192800540001 | Ladda upp en bild av detta fornminne      |
| Hornborga 55:1                   | Röse                        |              | Hornborga, Västergötland |       | 58.300924, 13.583249 | 10192800550001 | Ladda upp en bild av detta fornminne      |
| Hornborga 56:1                   | Stensättning                |              | Hornborga, Västergötland |       | 58.306204, 13.583173 | 10192800560001 | Ladda upp en bild av detta fornminne      |
| Hornborga 56:2                   | Stensättning                |              | Hornborga, Västergötland |       | 58.306070, 13.583164 | 10192800560002 | Ladda upp en bild av detta fornminne      |
| Hornborga 56:3                   | Stensättning                |              | Hornborga, Västergötland |       | 58.306083, 13.582856 | 10192800560003 | Ladda upp en bild av detta fornminne      |
| Hornborga 58:1                   | Stensättning                |              | Hornborga, Västergötland |       | 58.305022, 13.584203 | 10192800580001 | Ladda upp en bild av detta fornminne      |
| Hornborga 58:2                   | Stensättning                |              | Hornborga, Västergötland |       | 58.305514, 13.584406 | 10192800580002 | Ladda upp en bild av detta fornminne      |
| Hornborga 58:3                   | Stensättning                |              | Hornborga, Västergötland |       | 58.305713, 13.584352 | 10192800580003 | Ladda upp en bild av detta fornminne      |
| Hornborga 58:4                   | Stensättning                |              | Hornborga, Västergötland |       | 58.305817, 13.583845 | 10192800580004 | Ladda upp en bild av detta fornminne      |
| Hornborga 59:1                   | Grav markerad av sten/block |              | Hornborga, Västergötland |       | 58.301963, 13.569020 | 10192800590001 | Ladda upp en bild av detta fornminne      |
| Hornborga 59:2                   | Grav markerad av sten/block |              | Hornborga, Västergötland |       | 58.301963, 13.569020 | 10192800590002 | Ladda upp en bild av detta fornminne      |
| Hornborga 60:1                   | Grav markerad av sten/block |              | Hornborga, Västergötland |       | 58.304868, 13.566928 | 10192800600001 | Ladda upp en bild av detta fornminne      |
| Hornborga 60:2                   | Hällristning                |              | Hornborga, Västergötland |       | 58.304868, 13.566928 | 10192800600002 | Ladda upp en bild av detta fornminne      |
| Hornborga 60:3                   | Hällristning                |              | Hornborga, Västergötland |       | 58.304807, 13.567017 | 10192800600003 | Ladda upp en bild av detta fornminne      |
| Hornborga 60:4                   | Stenkrets                   |              | Hornborga, Västergötland |       | 58.304603, 13.567199 | 10192800600004 | Ladda upp en bild av detta fornminne      |
| Hornborga 62:1                   | Stensättning                |              | Hornborga, Västergötland |       | 58.298989, 13.577680 | 10192800620001 | Ladda upp en bild av detta fornminne      |
| Hornborga 64:1                   | Stensättning                |              | Hornborga, Västergötland |       | 58.298819, 13.575422 | 10192800640001 | Ladda upp en bild av detta fornminne      |
| Hornborga 65:1                   | Hög                         |              | Hornborga, Västergötland |       | 58.297527, 13.578444 | 10192800650001 | Ladda upp en bild av detta fornminne      |
| Hornborga 66:1                   | Stensättning                |              | Hornborga, Västergötland |       | 58.297243, 13.580438 | 10192800660001 | Ladda upp en bild av detta fornminne      |
| "Storerör" (Hornborga 68:1)      | Röse                        |              | Hornborga, Västergötland |       | 58.298125, 13.580525 | 10192800680001 | Ladda upp en bild av detta fornminne      |
| "Storerör" (Hornborga 68:2)      | Stensättning                |              | Hornborga, Västergötland |       | 58.298062, 13.581108 | 10192800680002 | Ladda upp en bild av detta fornminne      |
| Hornborga 69:1                   | Kyrka/kapell                |              | Hornborga, Västergötland |       | 58.295248, 13.587090 | 10192800690001 | Ladda upp en bild av detta fornminne      |
| Hornborga 69:2                   | Begravningsplats            |              | Hornborga, Västergötland |       | 58.295200, 13.586967 | 10192800690002 | Ladda upp en bild av detta fornminne      |
| Kungagraven (Hornborga 72:1)     | Stenkammargrav              |              | Hornborga, Västergötland |       | 58.295824, 13.583792 | 10192800720001 | Ladda upp en bild av detta fornminne      |
| Kungagraven (Hornborga 72:2)     | Hällristning                |              | Hornborga, Västergötland |       | 58.295825, 13.583777 | 10192800720002 | Ladda upp en bild av detta fornminne      |
| Kungagraven (Hornborga 72:3)     | Hällristning                |              | Hornborga, Västergötland |       | 58.295825, 13.583777 | 10192800720003 | Ladda upp en bild av detta fornminne      |
| Kungagraven (Hornborga 72:4)     | Hällristning                |              | Hornborga, Västergötland |       | 58.295820, 13.583785 | 10192800720004 | Ladda upp en bild av detta fornminne      |
| Hornborga 73:1                   | Stensättning                |              | Hornborga, Västergötland |       | 58.295099, 13.582963 | 10192800730001 | Ladda upp en bild av detta fornminne      |
| Hornborga 74:1                   | Stensättning                |              | Hornborga, Västergötland |       | 58.295033, 13.581551 | 10192800740001 | Ladda upp en bild av detta fornminne      |
| Ränneshögen (Hornborga 75:101)   | Gravfält                    |              | Hornborga, Västergötland |       | 58.294361, 13.580248 | 10192800750101 | Ladda upp en bild av detta fornminne      |
| Hornborga 77:1                   | Gravfält                    |              | Hornborga, Västergötland |       | 58.292048, 13.578936 | 10192800770001 | Ladda upp en bild av detta fornminne      |
| Hornborga 78:1                   | Röse                        |              | Hornborga, Västergötland |       | 58.293467, 13.577821 | 10192800780001 | Ladda upp en bild av detta fornminne      |
| Hornborga 78:2                   | Stensättning                |              | Hornborga, Västergötland |       | 58.293239, 13.578192 | 10192800780002 | Ladda upp en bild av detta fornminne      |
| Hornborga 79:1                   | Stenkammargrav              |              | Hornborga, Västergötland |       | 58.295441, 13.579448 | 10192800790001 | Ladda upp en bild av detta fornminne      |
| Hornborga 80:1                   | Stensättning                |              | Hornborga, Västergötland |       | 58.299312, 13.589040 | 10192800800001 | Ladda upp en bild av detta fornminne      |
| Hornborga 80:2                   | Stensättning                |              | Hornborga, Västergötland |       | 58.299389, 13.589307 | 10192800800002 | Ladda upp en bild av detta fornminne      |
| Hornborga 82:1                   | Röse                        |              | Hornborga, Västergötland |       | 58.294454, 13.576937 | 10192800820001 | Ladda upp en bild av detta fornminne      |
| Hornborga 82:2                   | Stensättning                |              | Hornborga, Västergötland |       | 58.294227, 13.577028 | 10192800820002 | Ladda upp en bild av detta fornminne      |
| Hornborga 83:1                   | Röse                        |              | Hornborga, Västergötland |       | 58.293558, 13.574969 | 10192800830001 | Ladda upp en bild av detta fornminne      |
| Hornborga 83:2                   | Stensättning                |              | Hornborga, Västergötland |       | 58.293380, 13.575115 | 10192800830002 | Ladda upp en bild av detta fornminne      |
| Hornborga 89:1                   | Stensättning                |              | Hornborga, Västergötland |       | 58.281579, 13.619767 | 10192800890001 | Ladda upp en bild av detta fornminne      |
| Hornborga 90:1                   | Hög                         |              | Hornborga, Västergötland |       | 58.297663, 13.575589 | 10192800900001 | Ladda upp en bild av detta fornminne      |
| Hornborga 90:2                   | Hällristning                |              | Hornborga, Västergötland |       | 58.297663, 13.575589 | 10192800900002 | Ladda upp en bild av detta fornminne      |
| Hornborga 92:1                   | Hög                         |              | Hornborga, Västergötland |       | 58.296713, 13.576905 | 10192800920001 | Ladda upp en bild av detta fornminne      |
| Hornborga 92:2                   | Hög                         |              | Hornborga, Västergötland |       | 58.296697, 13.577570 | 10192800920002 | Ladda upp en bild av detta fornminne      |
| Hornborga 92:3                   | Stensättning                |              | Hornborga, Västergötland |       | 58.296297, 13.577849 | 10192800920003 | Ladda upp en bild av detta fornminne      |
| Hornborga 92:4                   | Hög                         |              | Hornborga, Västergötland |       | 58.296092, 13.577366 | 10192800920004 | Ladda upp en bild av detta fornminne      |
| Hornborga 92:5                   | Hög                         |              | Hornborga, Västergötland |       | 58.296433, 13.578574 | 10192800920005 | Ladda upp en bild av detta fornminne      |
| Hornborga 98:101                 | Stensättning                |              | Hornborga, Västergötland |       | 58.301868, 13.574499 | 10192800980101 | Ladda upp en bild av detta fornminne      |
| Hornborga 110:1                  | Stensättning                |              | Hornborga, Västergötland |       | 58.297784, 13.598802 | 10192801100001 | Ladda upp en bild av detta fornminne      |
| Hornborga 116:1                  | Stensättning                |              | Hornborga, Västergötland |       | 58.273316, 13.601839 | 10192801160001 | Ladda upp en bild av detta fornminne      |
| Hornborga 118:1                  | Stensättning                |              | Hornborga, Västergötland |       | 58.278004, 13.590871 | 10192801180001 | Ladda upp en bild av detta fornminne      |
| Hornborga 119:1                  | Stensättning                |              | Hornborga, Västergötland |       | 58.277675, 13.622407 | 10192801190001 | Ladda upp en bild av detta fornminne      |
| Hornborga 120:1                  | Stensättning                |              | Hornborga, Västergötland |       | 58.276923, 13.621359 | 10192801200001 | Ladda upp en bild av detta fornminne      |
| Hornborga 120:2                  | Stensättning                |              | Hornborga, Västergötland |       | 58.277497, 13.621274 | 10192801200002 | Ladda upp en bild av detta fornminne      |
| Hornborga 122:1                  | Stensättning                |              | Hornborga, Västergötland |       | 58.281660, 13.621025 | 10192801220001 | Ladda upp en bild av detta fornminne      |
| Hornborga 128:1                  | Stensättning                |              | Hornborga, Västergötland |       | 58.301017, 13.569415 | 10192801280001 | Ladda upp en bild av detta fornminne      |
| Hornborga 134:1                  | Grav markerad av sten/block |              | Hornborga, Västergötland |       | 58.278144, 13.601024 | 10192801340001 | Ladda upp en bild av detta fornminne      |
| Hornborga 134:2                  | Grav markerad av sten/block |              | Hornborga, Västergötland |       | 58.278082, 13.601658 | 10192801340002 | Ladda upp en bild av detta fornminne      |
| Hornborga 135:1                  | Grav markerad av sten/block |              | Hornborga, Västergötland |       | 58.278577, 13.602944 | 10192801350001 | Ladda upp en bild av detta fornminne      |
| Hornborga 135:2                  | Hällristning                |              | Hornborga, Västergötland |       | 58.278675, 13.602888 | 10192801350002 | Ladda upp en bild av detta fornminne      |
| Hornborga 137:1                  | Hällristning                |              | Hornborga, Västergötland |       | 58.291029, 13.586413 | 10192801370001 | Ladda upp en bild av detta fornminne      |
| Hornborga 137:2                  | Hällristning                |              | Hornborga, Västergötland |       | 58.290941, 13.586538 | 10192801370002 | Ladda upp en bild av detta fornminne      |